# Evgen Bavčar

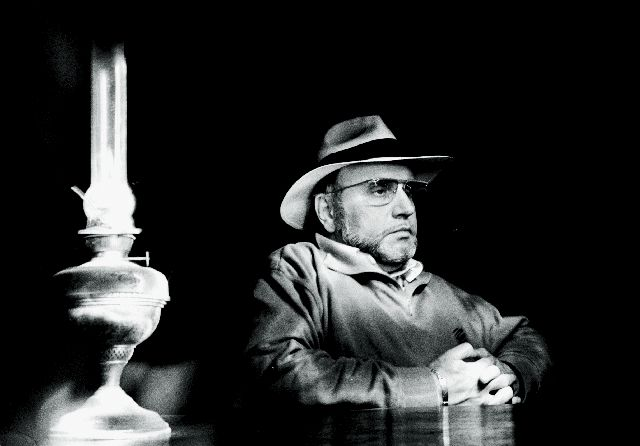
Evgen Bavčar, 2017

Evgen Bavčar (* 2. Oktober 1946 in Lokavec, Gemeinde Ajdovščina, Slowenien) ist ein blinder Fotograf slowenischer Herkunft.   

## Leben
Evgen Bavčars Vater († 1953) stammte aus einer Familie von Kupferschmieden und seine Mutter aus einer Familie, deren Vorfahren einen österreichischen Adelstitel trugen. Eine Schwester wurde 1947 geboren. Im Alter von zwölf Jahren verletzte sich Bavčar zunächst das linke Auge durch einen Zweig. Ein paar Monate später verwundete der Zünder einer Mine auch das rechte Auge. Seine Sehfähigkeit verlor Bavčar allmählich über den Zeitraum einiger Monate, was ihm wie ein langsames Abschiednehmen vom Licht erschien. Seine ersten Fotografien entstanden im Alter von sechzehn Jahren. 
Bavčar besuchte die Schule am Blindeninstitut Ljubljana und das Gymnasium in Nova Gorica. An der Universität Ljubljana studierte er Geschichte, das er 1972 mit einem Diplom beendete. Danach begann Bavčar an der Sorbonne in Paris ein Studium der Philosophie, das er 1976 abschloss. Während seiner Photo-Sessions bevorzugt er es, von Kindern unterstützt zu werden. Seine Werke sind in zahlreichen Ausstellungen in Europa zu sehen.
Bavčar lebt und arbeitet in Paris; er ist im Besitz eines französischen Passes.

## Veröffentlichungen
- Augen zu und durch. Fotoausstellung 11. November 1989 – 14. Januar 1990. Städtisches Museum Mülheim in der Alten Post Gemeinsam mit Karin Stempel und Max Schulz. Städtisches Museum, Mülheim an der Ruhr 1989, ISBN 3-9802023-6-4.
- Jahre des Lichts. Bilder eines blinden Fotografen. Gemeinsam mit Walter Aue. Nachwort von Dietmar Kamper. Metro, Berlin 1991 ISBN 3-928282-02-6
- Le voyeur absolu. Editions du Seuil, Paris 1992
  - Deutsche Ausgabe: Das absolute Sehen. Übersetzt von Sybille Kershner. Suhrkamp, Frankfurt am Main 1994, ISBN 3-518-11909-5.
- Livre pour aveugles. 48 Lithografien. Gemeinsam mit Miquel Barceló. 1993
- Engel unter dem Berg. Die Geschichte einer Sehnsucht. Edition Pixis bei Janus Press, Berlin 1996, ISBN 3-928942-41-7.
- Der unerreichbare Stern. Eine Reise in die Zeit. Gemeinsam mit Jacques Boesch und Esther Woerdehoff. Benteli, Bern 1996, ISBN 3-716-51055-6.

## Zitate
- „Auch ein Blinder hat visuelle Anlagen, optische Bedürfnisse. Wie jemand, der sich in einem dunklen Raum nach Licht sehnt. Aus dieser Sehnsucht heraus fotografiere ich.“